# Cour d'appel des États-Unis pour le troisième circuit
La cour d’appel des États-Unis pour le troisième circuit (en anglais, United States Court of Appeals for the Third Circuit), sise à  Philadelphie, est une cour d'appel fédérale américaine, devant laquelle sont interjetés les appels en provenance des 5 cours de district (United States District Court) suivantes :
| États        | Districts          | Nombre de comtés   | Comtés |
| ------------ | ------------------ | ------------------ | --- |
| Delaware     | Totalité de l'État | Totalité de l'État | Totalité de l'État |
| New Jersey   | Totalité de l'État | Totalité de l'État | Totalité de l'État |
| Pennsylvanie | centre             | 33                 | Adams, Bradford, Cameron, Carbon, Centre, Clinton, Columbia, Cumberland, Dauphin, Franklin, Fulton, Huntingdon, Juniata, Lackawanna, Lebanon, Luzerne, Lycoming, Mifflin, Monroe, Montour, Northumberland, Perry, Pike, Potter, Schuylkill, Snyder, Sullivan, Susquehanna, Tioga, Union, Wayne, Wyoming et York. |
| Pennsylvanie | est                | 8                  | Berks, Bucks, Chester, Delaware, Lancaster, Lehigh, Montgomery et Northampton. |
| Pennsylvanie | ouest              | 26                 | Allegheny, Armstrong, Beaver, Bedford, Blair, Butler, Cambria, Clarion, Clearfield, Crawford, Elk, Érié, Fayette, Forest, Greene, Indiana, Jefferson, Lawrence, McKean, Mercer, Philadelphie, Somerset, Venango, Warren, Washington et Westmoreland.                                                             |

La cour, fondée le 16 juin 1891, a pour président (Chief Judge) D. Brooks Smith et compte 14 juges.